# 中国科学技术信息研究所

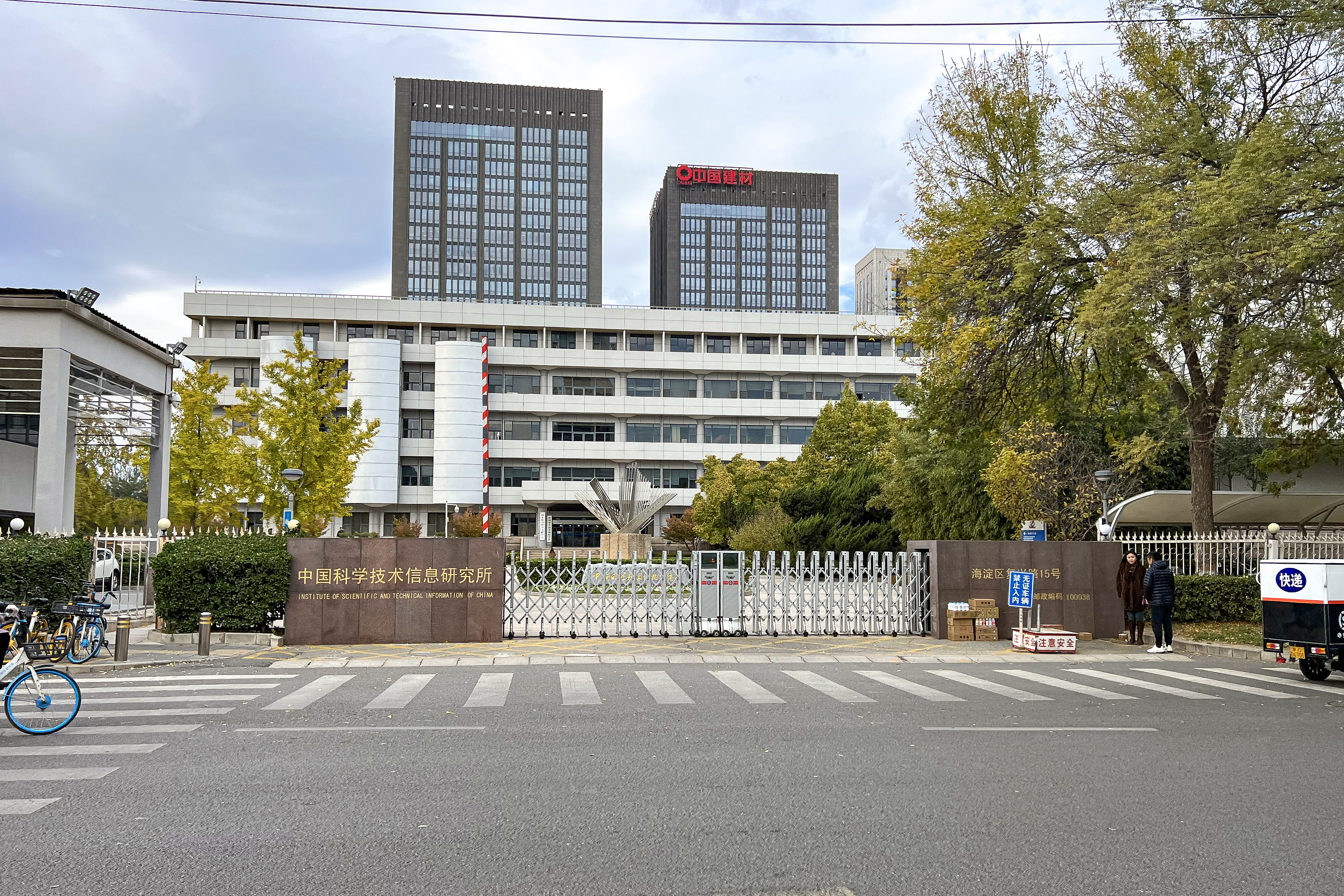
中国科学技术信息研究所

中国科学技术信息研究所是中华人民共和国的综合性科学技术信息研究中心，简称中信所，隶属于中华人民共和国科学技术部。

## 历史沿革
1956年10月，中国科学院情报研究所创建。
1958年5月，改名为中国科学技术情报研究所，简称中国情报所，隶属于国家科学技术委员会，是中国科学技术情报学会、全国文献工作标准化技术委员会、中国科学技术情报编译出版委员会的常设办事机构。
1992年更名为中国科学技术信息研究所。